# 徐大壯
徐大壯（？—？），字子貞，號南川，直隸大名府開州長垣縣人，民籍，明朝政治人物。

## 生平
嘉靖二十八年（1549年）己酉科順天府鄉試第八十名舉人。嘉靖三十二年（1553年）中式癸丑科會試第三百七十四名，三甲第一百九十九名進士。大理寺观政，授直隶淮安府推官，三十六年八月考选，授南京山西道試御史，四十四年巡按湖广。

## 家族
曾祖徐清；祖父徐鸞；父徐㫤，母黃氏。兄徐諒（学生）、弟體乾、三戒、徐謙，俱生员；自新、大夏。